# Clystea platyzona
Clystea platyzona är en fjärilsart som beskrevs av Felder 1869. Clystea platyzona ingår i släktet Clystea och familjen björnspinnare. Inga underarter finns listade i Catalogue of Life.